# Агни-йога
А́гни-йо́га, или Жива́я Э́тика, — синкретическое религиозно-философское учение, объединяющее западную оккультно-теософскую традицию и эзотеризм Востока.
Создателями учения являются Николай и Елена Рерихи. Учение было впервые опубликовано в серии книг, изданных в 1924—1938 годах без указания автора. Источниковая база Живой Этики та же, что и «Тайной доктрины» Блаватской, переводчиком которой была Елена Рерих.
На первых этапах в процессе создания текстов участвовали все члены семьи Рерихов. По утверждению Елены Рерих, учение Живой Этики возникло в процессе «бесед» с «Великим Учителем» (известным в теософских кругах под именем Махатмы Мории), при этом использовалось так называемое автоматическое письмо, а дальнейшие записи были получены путём яснослышания, которым, якобы, обладала Елена Рерих. Позже она утверждала, что сама не пользовалась автоматическим письмом для бесед с «Великим Учителем». Основу учения Агни Йоги составляют 14 книг с текстами, описываемыми Рерихами как записи этих бесед. Рерихи утверждали, что общение с «Великим Учителем» велось в 1920—1940 годах. Последняя из книг Агни Йоги, «Надземное», была впервые опубликована в 1990 году. Вопрос о существовании человека, которого можно было бы отождествить с Махатмой Морией, до настоящего времени остаётся спорным.
Религиозно-философские идеи Рерихов привели к образованию во многих странах мира обществ и организаций, основывающих свою деятельность на культурном наследии семьи Рерихов. По своей доминирующей направленности рериховское движение — это новое религиозное движение, религиозно-философской основой которого является Живая Этика. Часть последователей идей Живой Этики отвергают классификацию учения как религиозного.
Исследователи причисляют Живую Этику к учениям нью-эйджа. Учение послужило также своеобразной базой для формирования в России различных течений «Новой Эры», хотя большая часть этих течений восприняли идеи Живой Этики лишь формально и в произвольной трактовке.

## Книги Агни-йоги

### Первоиздания книг учения

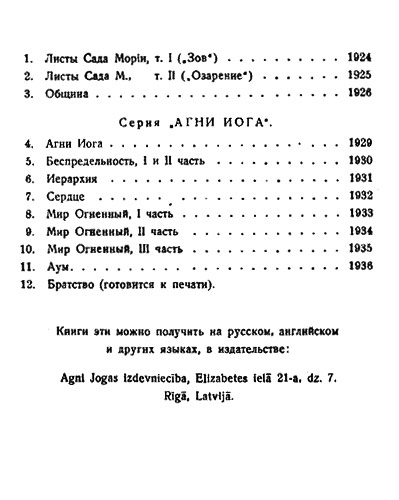
Последняя страница книги «Аум», 1936 год

- «Листы сада Моріи». Париж, 1924 г.
- «Листы сада М». /…/, 1925 г.
- «Община». Урга (Улан-Батор), 1926 г. (переиздана в новой версии в Риге, 1936 г.)

Серия «Агни-йога»:
- «Агни Йога». Париж, 1929 г.
- «Беспредельность, 1 часть». Париж, 1930 г.
- «Беспредельность, 2 часть». Париж, 1930 г.
- «Иерархия». Париж, 1931 г.
- «Сердце». Париж, 1932 г.
- «Мир Огненный, 1 часть». Париж, 1933 г.
- «Мир Огненный, 2 часть». Рига, 1934 г.
- «Мир Огненный, 3 часть». Рига, 1935 г.
- «Аум». Рига, 1936 г.
- «Братство». Рига, 1937 г.
- «Надземное». Дата завершения книги — 1947 г. Манускрипт из 955 параграфов, впервые издан в начале 90-х годов.

Первые две книги представляют собой сборники избранных записей, которые регулярно велись в первой половине 1920-х годов, составленные Еленой Рерих в два тома: «Зов» и «Озарение». Третья книга — «Община» была издана в Улан-Баторе, столице Монгольской народной республики, в 1926 году. Это издание содержало частые упоминания о Ленине, и в ней проводились параллели между коммунистической общиной и буддийской. В 1936 году в Риге была издана «универсальная» версия «Общины», в которой все коммунистические привязки были удалены.
Первые три книги учения были отделены от последующих, которые названы как серия «Агни-йога». Постоянно дополняемый перечень размещался на последних страницах рижских изданий этой серии (см. напр. книгу «Аум», выпущенную в 1936 году). В основу книги «Агни-йога» были положены записи за период с 3 мая 1927 по 11 мая 1929 года. Дата завершения последнего тома, «Надземное», — 1947 год, однако впервые издан он был только в начале 90-х годов.
Помимо серии «Агни-Йога» Рерихами на основе дневниковых записей были изданы такие книги как:
- «Криптограммы Востока» (1929)
- «Напутствие Вождю» (1933)

Считается, что в корпус книг, имеющих прямое отношение к учению живой этики, также входит следующая литература:
- письма, послания и статьи Е. И. и Н. К. Рерих,
- работы учеников и последователей Рерихов (А. И. Клизовского, Р. Я. Рудзитиса, Б. Н. Абрамова и др.)
- ряд книг общего теософского содержания («Тайная Доктрина» Е. П. Блаватской, «Письма Махатм», «Эзотерический буддизм» А. П. Синнета и др.).

### Структура и функции текстов Агни-йоги
Тексты Агни-йоги, переданные, по утверждению Рерихов, Махатмой Мориа, состоят из двух одинаково важных компонент:
- вибрационной, ритмической (способствующей формированию особых изменённых состояний сознания, как при чтении мантр);
- смысловой, вербальной.

В традиции, характерной для философии и культуры Востока, язык текстов Агни-йоги афористичен, образен и многослоен по содержанию. Последователи Агни-йоги считают, что чтение учения есть акт «сопричастности Шамбале», во время которого они расширяют сознание, очищают ауру.
Текстам Агни-йоги присуща мозаичность и несистематичность изложения учения, поэтому читатель вынужден самостоятельно достраивать текст по различным линиям — онтологической, гносеологической, психологической, этической. Одной из задач сверхпрограммы текстов Агни-йоги является достижение качественного скачка во время панорамного видения целого, проявляющегося, когда все или многие фрагменты учения попали в поле зрения. Утверждается, что это происходит за пределами обычного вербально-логического мышления.
В рамках эзотерического дискурса книги Агни-йоги некоторыми исследователями рассматриваются как классические в связи с глубоким философским характером их текстов (в узком смысле эзотерика употребляется как синоним Агни-йоги и таких учений как теософия Е. П. Блаватской, антропософия Р. Штейнера и др.). Например, про книгу «Листы сада Мории» говорится, что это «в полной мере „тайное знание“, её тексты представляют собой своего рода „орнаментальную эзотерическую прозу“, строфически организованную, продуцируемую „контактёром“ от лица сверхъестественной сущности, Учителя Мории».
По мнению филолога Сунгуртян К. К., в тексте первого тома «Живой этики» («Листы сада Мории») используются так называемые «антропоцентрированные» языковые средства (я — ты, мы — вы, мои — ваши и т. д.), частота употребления которых не позволяет остаться читателю равнодушным, вызывая у него или полное неприятие при заведомо противоположных идейных позициях, или безраздельное приятие текста, когда языковые средства «как бы взламывают защитные барьеры аналитического восприятия, заставляют некритически „проглатывать“ всю сопутствующую информацию».

## Основные положения учения Агни-йоги
В Агни-йоге, также как и в теософии Е. П. Блаватской, развиты синкретические религиозно-философские воззрения, поэтому учение Рерихов считается «вдохновлённой теософией формой эзотеризма», продолжая традицию синтеза философии, науки, религии, культур Востока и Запада. «Один принцип несомненен при определении Агни Йоги — это принцип синтеза» (Е. И. Рерих).
Агни-йога стремится к внутреннему преображению, раскрытию внутренних способностей, пытаясь овладеть космической энергией — Агни. Цель учения — стимулирование эволюции человечества ко всё более высоким формам космического бытия, для чего в текстах даются наставления по необходимому образу жизни. В основе системы верований Агни-йоги лежит теософская концепция беспредельной и бесконечной Вселенной, проявляющейся в повторяющихся циклах создания и распада материальных форм, что на общечеловеческом уровне означает подъём и упадок цивилизаций, а для индивидуума — реинкарнацию души.
Духовный огонь, Агни, — фундаментальное понятие Агни-йоги. Он считается источником всех форм и явлений во Вселенной:

Тонкое изучение материи и атома приведёт к заключению, что жизненная энергия есть не электричество, но Огонь. … Материя утверждается как огненная субстанция, и каждый мыслящий дух не будет отрицать силу высшую, которая есть Огонь. (Мир Огненный III, 60)
В учении даётся следующая структура мира:
1. «Человеческий земной мир» — материальный мир, являющийся вторичным по отношению к «Тонкому Миру» и лишь тенью «Огненного Мира».
2. «Тонкий Мир» — этот мир населён существами разного уровня развития без плотных физических тел, соответствует «астральному уровню».[35] Тёмные существа из низших слоёв «Тонкого Мира» считаются очень опасными, так как они «могут направить мысль на земных воплощённых» и тем побудить их совершить преступления и грехи.
3. «Огненный Мир» — ментально-духовный мир[3], наиболее высокий и совершенный; первичный мир по отношению к «Тонкому Миру». Этот мир состоит из высшей психической энергии («субстанции огня») и также наполнен «существами разных эволюций».
4. «Высшие сферы» — станут доступными и понятными только на более высоких ступенях совершенства человечества.

Все миры взаимопроникают друг в друга, но чтобы воспринимать надчеловеческие миры, необходимо огненное сознание. Человечество своим состоянием психики влияет на другие миры, отравляя их своим несовершенством духа. Потому большое внимание в учении уделяется внутренней работе человека над собой, самосовершенствованию.

### Учение об Иерархии и Шамбале
Учение о космической иерархии — одна из основ Агни-йоги, где Иерархией называется «закон Мироздания» и «планомерное сотрудничество». Считается, что духовной основой мира, благодаря которой происходит движение по направлению совершенствования, является «Иерархия Света», «Братство», «Высокие Духи», объединившиеся ради труда на общее благо. Иерархия есть духовная «Лестница Иакова», по которой восходит человеческий дух в устремлении к источнику Света и в познании истины, что предполагает расширение и очищение сознания, утончение восприятий и постоянное устремление духа.
«Иерархия Света» состоит из разумов на различных ступенях эволюции и проходит через всю структуру мира. На высших ступенях лестницы стоят Иерархи, которые прошли путь эволюционного развития и теперь помогают выполнить эту задачу другим, воплощаясь на Земле в различные исторические эпохи, чтобы восстановить чистоту истины. Воплощениями таких Иерархов в Живой Этике считаются основатели религий, великие философы и общественные реформаторы. Местом обитания представителей Иерархии, Учителей человечества, является Шамбала, почитание которой является одной из важнейших основ Агни-йоги.
В учении говорится, что «Иерархия Света» ведёт борьбу с противостоящими ей силами хаоса и «Иерархией Тьмы», стремящимися замедлить эволюцию человечества, навредить делам «Иерархии Света». Воплощённые на Земле «чёрные ложи» «Тёмной Иерархии» имеются по всей планете, и близится финальная битва сил Света и Тьмы.

### Учение о человеке и карме
Учение Агни-йоги предполагает веру в реинкарнацию. Человек считается продуктом длительного эволюционного развития через многие перевоплощения в разных личностях на протяжении миллионов лет. Наслоения этого огромного количества неосознаваемой информации образуют в глубинах духа человека «спящую мудрость».
Учение утверждает существование кармы и циклов перерождения, но не в восточном понимании — как цикла страданий и смертей (сансара), а в типично европейском, «светлом» — как цикла перерождений на пути к просветлению и просвещению. Важнейшим законом для людей называется закон кармы, которая представляет собой сложное переплетение карм рас, племён и личностей, кармы давней и настоящей. Считается возможной определённая регуляция кармы.
Согласно Живой этике, перед человечеством стоит задача построения моста между «тонким» и «плотным» мирами, таким образом сближая их. После этого станет возможным общение с «Высшими Мирами».

### Этическое учение
Религиовед Владимир Трефилов пишет, что большое внимание в учении Живой этики уделяется внутренней работе человека над собой, его самосовершенствованию и эволюционному развитию для достижения «Высших Миров». Работа над собой начинается с избавления от негативных качеств и привычек, потому что именно эти вдохновения «Тьмы» отделяют человеческий мир от «Высших Сфер». В качестве требований указывается:
- преодолеть злобу, зависть, сомнение, недоверие, нетерпение, лень и другие негативные качества,
- исключить хулу на ближнего и кощунство на высшее, как порождающие «чёрное пламя», пожирающее «светлую ауру»,
- освободиться от «чувства собственности» «опытом жизни и почитанием Иерархии».

Другим существенным аспектом этического учения Агни-йоги является преображение жизни через утверждение общечеловеческих ценностей, через культурное действие, которое будет общим для всего человечества несмотря на многообразие обычаев, верований и языков.
Согласно учению Агни-йоги, следование этическим принципам представляет собой главное средство для духовной и физической эволюции человека и человечества.

## Религиозно-философские истоки и предшественники
С 1901 года начинается совместный путь Н. К. и Е. И. Рерих по изучению культур России и Индии, познанию мирового религиозно-философского наследия. В конце XIX и в начале XX веков значительным религиозно-философским и культурным явлением стала теософия — синкретическое религиозно-мистическое, оккультное учение, автором которого была Елена Петровна Блаватская и её единомышленники. Николай и Елена Рерихи, на мировоззрение которых большое влияние оказали традиционные восточные религиозно-философские концепции, прежде всего в изложении Рамакришны и Вивекананды, а также такие значимые на Востоке тексты, как Бхагавад-гита и Ламрим Ченмо, были увлечены идеями этого нового учения. Их привлекала не только его религиозная и философская сторона, но также поэтические и эстетические следствия теософской мысли. Впоследствии ими был создан собственный доктринальный вариант теософии — Агни Йога (Живая этика). Исследователи находят в учении Живой Этики преемственную связь с основными положениями классической индийской философии, а также с отдельными важными положениями буддизма, даосизма, конфунцианства, христианства, философии Платона. Гераклит Эфесский учил, что Огонь есть начало (др.-греч. ἀρχή) или первоначальная материальная причина мира.
В 1921 году в Берлине вышел сборник стихов Н. К. Рериха «Цветы Мории», состоящий из поэмы и трёх циклов, ставший единственным прижизненным поэтическим изданием художника. Стихи «Цветы Мории», как и картины Н. К. Рериха, пронизаны идеями учения Живой Этики и могут рассматриваться как пролог к этому учению.
Духовные поиски, продолжавшиеся во время странствий и жизни семьи Рерихов в Индии, Тибете, других восточных странах, привели их к созданию учения Живой Этики, представляющего собой избранные беседы с Учителем Морией. По словам Н. К. и Е. И. Рерихов, они являлись лишь посредниками в передаче текстов, записанных в изменённых состояниях сознания под диктовку Учителя, а потому имеющих трансцендентальное происхождение. Реальность существования человека, с которым можно было бы отождествить Великого Учителя, до настоящего времени остаётся спорной.

### Живая Этика и русский космизм
Русский космизм — течение российской религиозно-философской мысли, основанное на холистическом мировоззрении, предполагающем телеологически определённую эволюцию Вселенной и органично, по мнению его приверженцев, соединяющем человека и космос. Многие исследователи относят учение Рерихов к направлению русского космизма, а некоторые — к его концептуальному ядру.
Одними из представителей космизма в искусстве считаются художники объединения «Амаравелла» (1923—1928). Значительное влияние на творчество «Амаравеллы» оказала встреча в 1926 году в Москве с Николаем Константиновичем и Еленой Ивановной Рерихами и знакомство с учением Агни Йоги. Новый расцвет космизма в художественном творчестве начался, по мнению последователей Рерихов, в конце 1980-х годов.
Некоторые искусствоведы — последователи Агни Йоги, полагают, что есть предпосылки для формирования школы философии искусства, основанной на развитии идей учения. По их мнению, большинство произведений, которые человечество относит к шедеврам, независимо от видов и жанров, времени и стилей, были созданы в художественно-философском ключе, ориентирующемся на признание высших ценностей и прямое утверждение их в творчестве, и Живая Этика может быть интерпретирована как база для утверждения и обоснования этой линии в искусстве.
Д.ю.н. проф. М. Н. Кузнецов и д.ю.н. И. В. Понкин дали заключение «по содержанию религиозно-политической идеологии ноосферизма», в котором отмечен широчайший размах этой «квазирелигиозной идеологии», указано на тесные связи «ноосферизма» с оккультно-религиозным учением «русского космизма» и с оккультно-религиозными объединениями последователей Рерихов.

## Рериховское движение
Рериховское движение — новое религиозное движение, основой которого является религиозно-философское учение Николая и Елены Рерихов Живая этика (Агни-Йога). Движение не имеет строго организованной структуры и включает несколько различных направлений, от культурологических и гуманистически-мировоззренческих до религиозно-мистических и мистико-оккультных.

### Возникновение рериховского движения
Рериховское движение, которое некоторыми исследователями называется также Агни Йогой или Живой этикой, было организовано Рерихами в 1920-е годы в таких странах, как США (Нью-Йорк), Латвия (Рига), Франция (Париж), Болгария (София). В 20-е и 30-е годы начали создаваться общества Рериха, ставившие своей целью продвижение Пакта Рериха, одновременно распространявшие идеи Живой этики. Рериховские общества, кружки и группы существовали также в Германии, Швейцарии («Корона Мунди»), Эстонии, Маньчжурии (Харбин). «Европейский Центр Рериховского Музея» находился в Париже. С 1935 года, после прекращения поддержки Рериха со стороны Луиса Хорша и Генри Уоллеса, движение пошло на спад.

### Возрождение рериховского движения
В послевоенные годы рериховское движение почитателей Агни Йоги (Живой этики) развивается в русле общих тенденций нью-эйджа. В Нью-Йорке в 1946 году было зарегистрировано Общество Агни Йоги (англ. Agni Yoga Society), а в 1949 году там же был возрождён музей Николая Рериха, основанный по инициативе американских сотрудниц Рерихов — Кэтрин Кэмпбелл-Стиббе и Зинаиды Фосдик. Сегодня рериховские организации работают в некоторых странах Европы, Америки и Азии, а также в Австралии. Рериховские общества существуют в таких странах бывшего СССР, как Белоруссия, Украина, Казахстан, Грузия, Молдавия, Латвия, Литва, Эстония.
В советских республиках рериховское движение как таковое начало активно развиваться только в период «перестройки» в конце 80-х годов. Но фундамент движения в СССР заложил ещё Юрий Рерих (1902—1960), известный востоковед, старший сын Николая и Елены Рерихов. Начиная с 1960-х годов сформировались отдельные группы по изучению и разработке рериховского наследия. Новый импульс развитию рериховского движения придал проживавший в Индии известный художник и общественный деятель Святослав Рерих (1904—1993), младший сын Николая и Елены Рерихов, неоднократно приезжавший в СССР с выставками картин, своих и отца. По его инициативе в 1989 году в Москве был создан Советский Фонд Рерихов, в который Святослав Рерих передал культурное наследие своих родителей. После того, как в 1991 году Советский Фонд Рерихов фактически прекратил своё существование, по инициативе части его учредителей, прежде всего Л. В. Шапошниковой, была создана общественная организация Международный Центр Рерихов (МЦР), которая заявила свои права на наследие Рерихов в России. Впоследствии судебными органами МЦР не был признан правопреемником Советского Фонда Рерихов, однако продолжает добиваться прав на наследие Рерихов, считая, что таким образом он выполняет их волю.

### В России
В первые десятилетия своего существования (1920—1975) рериховское движение привлекало к себе внимание лишь узкого круга мистически настроенной интеллигенции, а также почитателей творчества Николая Рериха и сторонников его идей защиты и сохранения культурного наследия. С середины 1980-х годов произошла значительная демократизация и расширение движения в России: костяк из интеллигенции и служащих пополнился студенческой молодёжью и рабочими. Оно распространилось не только по крупным городам, но и в провинции, насчитывая к концу XX века в своих рядах более 5000 организаций, в основном культурно-просветительского направления.
В России рериховское движение, причисляемое рядом исследователей к нью-эйджу, оказало значительное влияние на развитие нью-эйджа в России. В 2002 году рериховское движение пережило раскол, во многом обусловленный спорами о рериховском наследии, и разделилось на несколько конкурирующих направлений. Одно из них, с культурологическим уклоном, возглавила Людмила Шапошникова, директор музея при общественной организации Международный центр Рерихов в Москве; другое, с духовным лидером и символом "мистического" направления стала Зиновия Душкова (Е. Бондаренко) из Приморья. Для рериховского движения в России, как и для всего современного нью-эйджа, характерно отрицание своей религиозности и «социальная мимикрия» под общественно-гуманитарные учения и практики — культурологические, просвещенческие, оздоровительные, спортивные, образовательные и другие. Рериховцы проводят регулярные культурологические мероприятия (организация выставок картин Рериха, конференции его памяти и его духовного наследия), организуют широкое издание книг, периодики о своём религиозно-философском движении.

### Классификация
В современной России существует огромный спектр качественно разнородных объединений, течений, обществ, центров, музеев и отдельных представителей, обращающихся к культурному, духовному и мистическому наследию Рерихов, но существенно различающихся по своим доктринальным положениям, культовой и социальной практике: от разнообразных культурно-просветительских, до неомистических и откровенно оккультных.
Исследователи выделяют два качественно различных направления в современном рериховском движении:
- организации и общества, одновременно с продвижением религиозно-философских идей Рерихов занимающиеся культурологической, культурно-просветительской и научно-педагогической деятельностью;
- организации и общества, основанные на теософско-мистическом аспекте учения Рерихов, изучающие и применяющие различные оккультные практики.

Наиболее вероятными тенденциями некоторыми исследователями признаются: дальнейшее развитие культурологического и гуманистическо-мировоззренческого направления в рериховском движении, с постепенным ослаблением и дальнейшим распадом религиозно-мистических и мистико-оккультных группировок.

#### Культурно-просветительское направление
Рериховская концепция культуры основана на слиянии ранних историко-культурологических воззрений художника с религиозно-философскими идеями учения Живой этики (Агни Йога). Согласно Агни Йоге, создание, сохранение и пропаганда духовных ценностей культуры является одной из важнейших задач и одним из важнейших устоев эволюции человечества.
Признание Рерихами приоритетной роли культуры в развитии человечества получило своё практическое развитие в общественно-культурной деятельности Николая Рериха, который стал основателем нескольких культурных и научных центров и институтов, инициатором международных культурных движений «Мир через культуру» и «Знамя мира». Знамя Мира — символ Международного Пакта охраны культурных ценностей, предложенного Николаем Рерихом в 1929 году и подписанного в 1935 году странами американского континента (в том числе США). В 1954 году на основе этого Пакта была принята Гаагская конвенция о защите культурных ценностей в случае вооружённого конфликта. Тем самым идеи Пакта Рериха были введены в юридическую практику мирового сообщества, сыграв важную роль в пропаганде и защите ценностей культуры.
Деятельность Рерихов привела к образованию во многих странах мира обществ и организаций, основывающих свою деятельность на практической реализации рериховской концепции культуры. Особое развитие это направление рериховского движения получило в России и странах бывшего СССР, где оно ведёт культурно-просветительскую работу, издаёт газеты, журналы, книги, выпускает видеофильмы, проводит выставки картин, а также семинары и конференции, направленные на пропаганду и развитие религиозно-философских и эзотерических идей Агни Йоги и рериховского духовного наследия в целом. Основная установка этой части рериховских организаций делается на решение насущных проблем современности, улучшение окружающего мира, личного самосовершенствования и развитие гражданского самосознания.

#### Оккультно-мистическое направление
В российских исследованиях современного рериховского движения в России отмечается, что среди организаций и обществ, заявляющих о своей культурологической, культурно-просветительской и научно-педагогической направленности, были выявлены неорелигиозные течения, в названиях которых зачастую имена Рерихов не отражаются, но в содержании вероучений, культовой практике и социальной деятельности которых обнаруживается непосредственная апелляция к именам и теософскому компоненту учения Рерихов. Эти группы и организации исследователи делят на являющиеся типичными нью-эйджевскими эклектическими неорелигиозыми объединениями, и на являющиеся псевдорериховскими. При этом отмечается, что хотя рериховская доктрина стала своеобразной идейно-теоретической базой для такого рода неорелигиозного творчества, но большинство рассмотренных движений лишь формально используют её установки и понятия, произвольно их трактуя. И хотя онтологические и космологические построения во многих этих течениях связаны с доктриной Рерихов, но большей частью лишены оригинальности, являясь соединением элементов различных учений (язычества, христианства и буддийской метафизики) в единое целое.
Часть этих новых движений лишь формально использовала имя Рерихов как символ причастности к оккультно-теософской доктрине. Например, Марина Цвигун, создатель и руководитель «Великого Белого Братства» «ЮСМАЛОС» назвала себя воплощением Елены Рерих.

### Живая этика в представлении сторонников учения
А. А. Никонов, академик РАН, президент ВАСХНИЛ, министр сельского хозяйства Латвии причисляет Н. Рериха к великим гуманистам всех веков и народов, а его труды — к источнику этических норм.
В. М. Плоских, вице-президент Национальной академии наук Кыргызской Республики, директор Института мировых культур и В. И. Нифадьев, ректор Кыргызско-Российского Славянского университета, академик Национальной академии наук Кыргызской Республики считают, что имена Рерихов занимают почётное место среди выдающихся российских художников, учёных, философов, создателей космизма, а Живая Этика является «научно-философской системой, объединяющей разные уровни реальности в единое целое».
Некоторые философы, в том числе сторонники учения Агни-Йоги, считают, что Агни Йога основана на идеях древних эзотерических школ.
По мнению некоторых философов, двойное название учения — Живая Этика и Агни Йога — указывает на две главные стороны человеческого совершенствования — этическое преображение, принятие нравственных основ бытия и овладение так называемой психической энергией, то есть внутренним психо-энергетическим потенциалом самого человека.
Некоторая часть приверженцев позиционирует Живую этику как синтетическое научно-философское учение, дающее, по их мнению, новые мировоззренческие основы для развития науки.

## Полемика

### Русская православная церковь и учение Живой Этики
Русская православная церковь относит «Живую этику» к новым религиозным движениям оккультно-теософского характера, являющегося продолжением учения Е. П. Блаватской «Тайная доктрина». РПЦ заявляет о проникновении учения в государственные, общественные организации, в систему образования.
Позиция Русской православной церкви в отношении учения Живой Этики была сформулирована на Архиерейском соборе 2 декабря 1994 года:

5. … Возродилось язычество, астрология, теософские и спиритические общества, основанные некогда Еленой Блаватской, претендовавшей на обладание некоей «древней мудростью», сокрытой от непосвящённых. Усиленно пропагандируется «Учение живой этики», введённое в оборот семьёй Рерихов и называемое также Агни Йогой.

[…]

13. освящённый Архиерейский Собор, следуя апостольской традиции, свидетельствует: все вышеперечисленные секты и «новые религиозные движения» с христианством несовместимы. Люди, разделяющие учения этих сект и движений, а тем более способствующие их распространению, отлучили себя от Православной Церкви.

Архиерейский собор Русской православной церкви от 2 декабря 1994 года ставит последователей «Учения живой этики» в ряд прочих анафематствованных церковью людей. Частные же мнения различных богословов в оценке данного Определение расходятся.
Наиболее известным оппонентом учения Живой этики со стороны Русской православной церкви является профессор богословия, кандидат философских наук протодиакон А. В. Кураев, посвятивший полемике множество статей, выступлений и отдельную монографию. Кураев характеризует рериховское движение в России как религиозную секту, имеющую оккультный и антихристианский характер.

## Живая этика и наука
Учение Живой Этики часто позиционируется её последователями как научное, например, как интегральное/синтетическое научно-философское учение или даже «наука будущего». Международный Центр Рерихов (МЦР) и другие рериховские организации ведут активную деятельность в направлении представления учения Живой Этики как части нового «космического мышления», «новой теории познания», при этом привлекаются метафизические и псевдонаучные идеи, которые позиционируются в качестве научных. Так, с 9 по 11 октября 2003 года в Москве в МЦР состоялась Международная конференция «Космическое мировоззрение — новое мышление XXI века», в которой приняли участие свыше 100 учёных, с 7 по 10 октября 2007 года в Москве в МЦР состоялась Международная конференция «Живая Этика и наука» с заявленной целью поиска путей взаимодействия между Живой Этикой и наукой, а в 2008 году МЦР заключил договор о творческом сотрудничестве с Институтом истории естествознания и техники им. С. И. Вавилова РАН (ИИЕТ РАН), который предусматривает сотрудничество по широкому кругу вопросов, связанных с исследованиями в области рериховедения, Живой Этики и «космического мышления». Благотворительным Фондом имени Елены Ивановны Рерих в целях поощрения научных исследований, связанных с изучением многогранного научно-философского наследия семьи Рерихов, учреждена Международная Премия имени Е. И. Рерих. «Премия присуждается за лучшую научную работу в области Живой Этики — философии космической Реальности».
Попытки приверженцев Живой Этики представить это учение как часть научного знания вызывают резкую критику:
- В соответствии с современной классификацией концепция Живой Этики (Агни-Йога) является оккультной[103], эзотерической[103][108], и не представляет собой ни науку, ни девиантную науку[103][108].
- Учение Живой Этики проповедует противоречащую современной научной картине мира[15][109][110][111] веру в существование сверхъестественных существ, явлений и сил («психической энергии»[112], «тонкого мира») и является одной из разновидностей религии[113][114].
- Позиционируя в качестве научной истины свои доктрины, противоречащие научной картине мира, Живая Этика в настоящее время выступает как псевдонаука[115][116][117].
- Псевдонаучной также является деятельность сторонников, которые пытаются придать научный статус ненаучным доктринам Живой Этики[111][115] и привлекают ряд псевдонаучных теорий, таких как «торсионные поля»[118][119] и «биополя»[103][111][116], для объяснения якобы существующих явлений.

По мнению доктора культурологии К. Рыбака, учение Елены Рерих не является научным описанием картины мира, оно представляет собой литературное творчество обычного человека, художественную переработку религиозных текстов и широко известных исторических фактов. Также плодом воображения является Учитель, от имени которого ведётся повествование.

В современной социологии стали появляться работы, в которых содержатся попытки обратить внимание исследователей на некие эзотерические идеи, без которых, мол, нам не обойтись. Живое Слово, Живая Этика, Высший Разум, Абсолют и другие подобные термины предлагается внедрить в научно-исследовательскую практику. При этом не утруждают себя вопросом, а как это сделать. В результате поле социологии (особенно её теория и методология) засоряется соображениями, далёкими от науки.— Институт социологии РАН

Грозные нотки в письмах и трудах Рерихов так и дышат революционным гневом и революционной нетерпимостью. Их симпатии к большевизму также симптоматичны для того времени. Ими страдали многие интеллигенты — вершители дум той эпохи. Кстати, сегодня это создаёт большие трудности для современных последователей Живой Этики, заставляет их маскировать большевистские пристрастия Рерихов и их нетерпимость к иным, чем их собственные, идеям, религиозным убеждениям, книгам (планируемая чистка библиотек), умалчивать о тоталитарном характере рериховской Общины, в которой управление людьми должно осуществляться путём психического зомбирования.— Фесенкова Л. В. Сциентизация эзотерики и псевдонаука

Популяризация такого рода «материалистической» картины мира означает пропаганду непрофессиональных, псевдонаучных представлений. Именно они, а не представления науки, внедряются в массовое сознания и получают статус «научности» в глазах рядового члена общества, не обременённого научным образованием. Этот процесс поддерживается средствами массовой информации, проповедующими астрологию, алхимию и эзотерические учения. Об опасном для общества проникновении псевдонауки во все слои общества предупреждает обращение Президиума Российской академии наук к научным работникам, учителям и всем членам российского интеллектуального сообщества, призывающее к активной борьбе с фальсификацией науки магией и оккультизмом…

Вчитываясь в тексты теософии и Живой Этики, мы приходим к выводу, что они только на первый взгляд повышают значимость индивида, на деле же все обстоит совершенно иначе. Учение, провозглашая тезис о безграничных возможностях человека и санкционируя его духовное совершенствование, в то же время полностью лишает его свободы. Каждая мысль индивида контролируется. Ни одно действие не остаётся без оценки. Самое существование его зависит от решений Высшего Разума. Эволюция души человека протекает под неусыпным контролем высших сил, начиная с первого воплощения. Так, свободолюбивые мечты о высоком метафизическом достоинстве человека, о его светлой миссии во Вселенной оборачиваются максимальной несвободой — глобальной космической тюрьмой, из которой некуда бежать.— Фесенкова Л. В. Сциентизация эзотерики и псевдонаука

С одной стороны, Рерих действительно был великим и очень интересным человеком как художник и мыслитель. Но с другой стороны, он пытался построить собственную антропософию как некое полурелигиозное и эзотерическое учение, и именно эту, парарелигиозную сторону его наследия я считаю не очень здоровой. Хотя его деятельность вписывается в общую тенденцию начала XX века, когда рождалось много новых религий. Традиционная наука не подтверждает «открытий» Рериха в области медицины, психологии и антропологии. Все исследования, которые он проводил, не получили оценку независимой экспертизы. То, что он сотрудничал с великими учёными своего времени, — ещё не доказательство истинности его утверждений. Любой человек может переписываться с учёным. Учение Рериха о Живой Этике — это противоречивая смесь научных, антинаучных, паранормальных и квазирелигиозных утверждений.— Кувакин В. А., член Комиссии РАН по борьбе с лженаукой, «Итоги», № 32, 4.08.2008

## Интересные факты

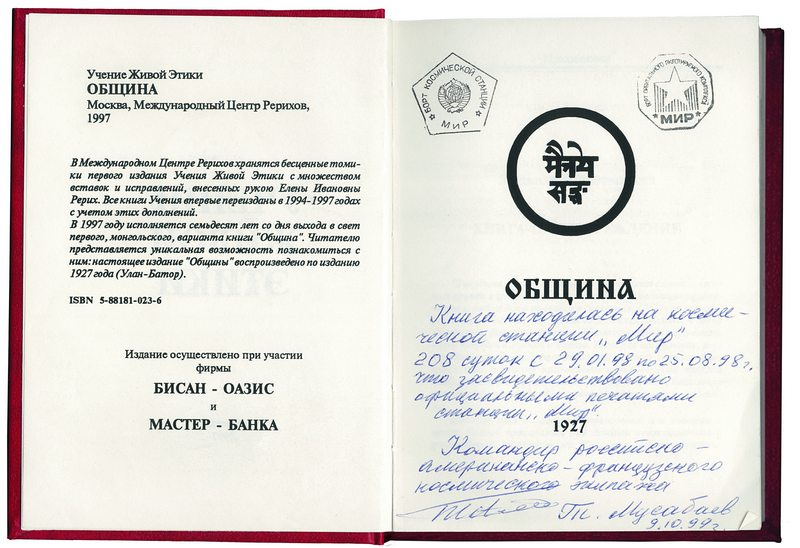
Книга Учения Живой Этики «Община», находившаяся на борту орбитальной станции «Мир»

- На титульных листах книг Живой Этики отсутствует авторское имя. Е. И. Рерих объясняла это тем, что изложенная в них мудрость Востока не может быть авторской собственностью[122].
- Председатель ревизионной комиссии Советского фонда Рерихов, искусствовед А. А. Юферова в 1991 году в своей статье в журнале «Наука и религия» высказала мнение, что палеонтолог и писатель Иван Ефремов использовал тексты «Учения Живой Этики» в своём романе «Туманность Андромеды», описывающем общество будущего[123].

- Согласно работам В. А. Росова, основанным на изучении архивных материалов[124][125], политическая сторона деятельности Рерихов предполагала создание "Новой Страны" - нового государства - расположенной в Азии на оси Алтай-Гоби. Описание основ устройства этого государства содержалось в книге «Напутствие Вождю», а его нравственно-философские принципы в  книге Е.И.Рерих «Основы  буддизма». Но, так как руководство СССР не поддержало этот проект, Рерихи стали продвигать учение  «Живой  Этики», как носящее широкий мировоззренческий  контекст и способствующее «росту сознания»[126].

### Публикации сторонников
- Публикации о Живой Этике
- Архив Музея Рерихов
- Андреева А. Г. Педагогические основы духовного воспитания в Учении Живой Этики: дис. … канд. педагог. наук / Москов. гос. открытый педагог. ун-т. − М., 1996. — 122 с.
- Андреева А. Г. Живая Этика — учителям: воспитание культуры мышления // Мир образования. 1997. № 4. С. 49-52: ил.
- Аблеев С.Р. Сознание и материя: великий предел. Научная монография. — М.: ИПЛ, 2019.
- Аблеев С. Р. Фундаментальные философские основания концепции космической эволюции человека: сущность, зарождение и историческое развитие. // Диссертация на соискание учёной степени доктора философских наук в форме научного доклада. — Тула: ЮК РС МПА, 2000.
- Башкова Н. В. Доктрина сердца в Учении Живой Этики: опыт филос. систематизации // Восход. 2010. № 6/7 (194/195). С. 6-11.
- Башкова Н. В. Проблема преображения человека в философии русского космизма (В. И. Вернадский, Н. К. Рерих, Е. И. Рерих, К. Э. Циолковский): автореф. дис. … канд. филос. наук / Тул. гос. пед. ун-т им. Л. Н. Толстого. — Тула, 2004. — 22 с.
- Башкова Н. В. Развитие сознания в философской антропологии и педагогике Живой Этики // Осознание культуры — залог обновления общества. Научный поиск в едином культурном пространстве: материалы 11-й Междунар. науч.-практ. конф. 16-17 апр. 2010 г. Севастополь, 2010. С. 162—170.
- Буданов В. Г. (ИФ РАН). Ритм и гармония: идеи учения Живой Этики и современная научная картина мира // Рериховские чтения. Материалы международной общественно-научной конференции 1997. М.: МЦР, 1999. С. 78-91.
- Буйко Т. Н. Педагогика Живой Этики и западная традиция образования: диалог традиций и поисков // Творческое наследие семьи Рерих в диалоге культур: философские аспекты осмысления: сб. науч. тр. Минск, 2005. С. 392—409.
- Гиндилис Л. М., к.ф.-м.н., член РАКЦ. Объединённый научный центр проблем космического мышления: идеи Живой Этики входят в научный оборот.
- Гиндилис Л. М. Русский космизм и Живая Этика // Космическое мировоззрение — новое мышление XXI века: материалы Междунар. науч.-обществ. конф. 2003. В 3 т. М., 2004. Т. 2. С. 47−70.
- Гиндилис Л. М. Научное и метанаучное знание. — М.: Дельфис, 2012. — 576 с.
- Гиндилис Л.М. Научная и метанаучная картина мира. – М.: Дельфис, 2016.
- Гиндилис Л. М., Фролов В. В., д.ф.н. Философия Живой Этики и её толкователи. Рериховское движение в России. // Вопросы философии. 2001. № 3.
- Денисова П. Учение Живой Этики о воспитании сердца // Наука и новое мышление XXI века: материалы юбил. обществ.-науч. конф. Тольяттинского отд. Междунар. Центра Рерихов. 4-5 окт. 2003. Тольятти, 2004. С. 220—236.
- Живая Этика и наука. Вып. 1. — М.: МЦР, Мастер-Банк, 2008. — 528 с. ISBN 978-5-86988-189-2
- Жигота В. Э. Философия творчества Живой Этики и традиция трансцендентально-эволюционного космизма // Тр. Объединённого научного центра проблем космического мышления. М., 2007. Т. 1. С. 155—227.
- Иванов А. В., Миронов В. В. Синтетическая аксиологическая концепция Рерихов // Иванов А. В., Миронов В. В. Университетские лекции по метафизике. М., 2004. С. 563—564.
- Иванов А. В., д.ф.н. Живая Этика как метазнание // В защиту имени и наследия Рерихов. Материалы международной научно-общественной конференции. 2001. М.: Международный Центр Рерихов, 2002.
- Иванов А. В., д.ф.н. Православие и Живая Этика: сущность расхождений и перспектива диалога // Дельфис. 2000. № 1(21). С. 4−7: ил.
- Иванов А. В., Фотиева И. В., Шишин М. Ю. Человек восходящий: философский и научный синтез «Живой Этики»: [монография] — Барнаул: Алтайский дом печати, 2012. — 512 с.
- Лащенко Н. Д. Философско-педагогические взгляды Е. И. Рерих: дис. … канд. пед. наук / Белгород. Гос. ун-т. — Белгород, 2001. − 169 с.
- Лебеденко А. А. Философия сердца в русской мысли и философской системе Живой Этики // Живая Этика и наука: материалы Междунар. науч.-обществ. конф. 2007 / МЦР. М., 2008. C. 460−477.
- Мальбахова И. Х. Биоэтические проблемы в контексте «Живой Этики» Н. К. Рериха // Науч. пробл. гуманитар. исслед. 2008. № 9. С. 98-103.
- Новиков А. А. Проблема культуры в философии Живой Этики // Вестник Московского государственного университета леса — Лесной вестник. 1999. № 3. С. 15-17.
- Маслов Е. С. О некоторых чертах новейшей эсхатологии (на материале творчества Н. К. Рериха и Е. И. Рерих) // Человек и общество в современном мире: (парадоксы соц.-философ. дискурса): сб. ст. молодых учёных. Казань, 2006. С. 151—161.
- Мальбахова И. Х. Биоэтические проблемы в контексте «Живой Этики» Н. К. Рериха // Научные проблемы гуманитарных исследований. 2008. № 9. С. 98-103.
- Митюгова Е. Л. К вопросу об истоках философского учения Н. К. и Е.И Рерихов // Философия в России XIX — начала XX вв. М., 1991. С. 113—119.
- Непомнящий А.В. Введение в интегральную антропологию. Ч.3. Деятельность человека, проблема управления деятельностью и пути её решения / Непомнящий А.В. Учебное пособие по курсу «Антропология». – Таганрог: Издательство Южного федерально-го университета, 2016.
- Павлов А. Ю. Концептуальные основания онтологии и гносеологии в Живой Этике: дис. … канд. филос. наук / Алт. гос. ун-т. — Барнаул, 2004. — 149 с.
- Парошина Р. А. Духовность человека в контексте философско-этического учения Живой Этики // Вестник Красноярского государственного педагогического университета им. В. П. Астафьева. 2006. № 1. С. 43-50.
- Парошина Р. А. Учение Жизни как источниковедческая основа педагогико-антропологических исследований // Вестник Сибирского государственного аэрокосмического университета им. академика М. Ф. Решетнева. 2006. № 4. С. 133—138.
- Парфенова А. И. Влияние философии космизма на русскую культуру конца XIX — начала XX века: дис. … канд. культурологи / С.-петерб. гос. ун-т культуры и искусств. — СПб., 2001. — 169 с.
- Плетухина Е. Г. Некоторые аспекты применения педагогических идей Учения Живой Этики в процессе музыкально-художественного образования // Продуктивное образование: проекты в продуктивном образовании: сб. науч. ст. М., 2005. Вып. 5. С. 227−232.
- Позднева С. П., Хотинская Г. А. Идеи синтеза в философском наследии Н. Ф. Федорова, П. А. Флоренского, Н. К. Рериха // Русская философская мысль конца XIX — начала XX вв.: сб. ст. Саратов, 1993. С. 14-18.
- Росов В.А. Николай Рерих: Вестник Звенигорода. Экспедиции Н. К. Рериха по окраинам пустыни Гоби. В 2-х томах // М.- Сп.-б. Алетейя - Ариаварта-Пресс. 2002 - 2004 гг.

- Сабадаш Ю. С. Естетичні засади «Живої Етики» Миколи Реріха (недоступная ссылка): дис… канд. філос. наук: 09.00.08 / Приазовський держ. технічний ун-т. — Маріуполь, 2000. — 173 арк.
- Самохина Н. Е. Проблема Человека в Агни-Йоге: дис… канд. филос. наук / МГУ. — М., 1993. — 154 с.
- Соколов В. Г. Парадигма культуры в философском наследии Е. И. Рерих и Н. К. Рериха: автореф. дис. … канд. филос. наук / Харьков. гос. акад. культуры. − Харьков, 2008. − 20 с.
- Соколов В. Г. Живая Этика и новая парадигма культуры // Живая Этика и наука: материалы Междунар. науч.-обществ. конф. 2007. М., 2008. C. 525−554.
- Томша Э. А. Эволюционное значение музыки в свете идей Живой Этики // Идеи космизма в философии, науке и искусстве: история и современность: материалы междунар. науч.-обществ. конф. СПб., 2009. С. 107−116.
- Трофимова Е. А. Этическое учение Н. К. Рериха: автореф. дис. … канд. филос. наук / ЛГУ. − Л., 1990. − 16 с.
- Труды Объединённого Научного Центра проблем Космического Мышления. Т.1. — М.: МЦР, Мастер-Банк, 2007. — 6444 с., илл.
- Шапошникова Л. В. Космическое мышление и новая система познания // Живая Этика и наука. Вып. 1. — М.: Международный Центр Рерихов, Мастер-Банк, 2008. — С. 14-40.
- Шапошникова Л. В. Философия Космической Реальности // Бюллетень комиссии по разработке научного наследия академика В. И. Вернадского. М., 2005. № 18. С. 82-98.
- Шапошникова Л. В. Основные особенности философии Живой Этики // Культура и время. 2007. № 4. С. 62−69.
- Шаров Д. А. Живая Этика Рерихов: автореф. дис. … канд. филос. наук / Ин-т философии. − М., 1994. − 24 с.
- Шибаева М. М. Русский космизм и духовное наследие Н. К. Рериха: мотивы созвучия // Культура и время. 2003. № 3/4 (9/10). С. 45−51.
- Шлемова Н. А. Эстетические воззрения в Учении Живой Этики: дис … канд. филос наук / Московский государственный университет сервиса. — М., 2005. — 165 с.
- Фалев Е. В. Принцип вмещения противоположений в буддийской философии и в Живой Этике // Восход. № 11/12 (187/188). 2009. С. 38-42.
- Федотов А. В. Живая Этика и буддийская Винная: (опыт сопоставления) // Живая Этика и наука: материалы Междунар. науч.-обществ. конф. 2007. М., 2008. C. 500—506.
- Фролов В. В., д.ф.н. Ноосферное образование и учение Живой Этики // Три ключа: пед. вестн. М., 2000. Вып. 4. С. 121—126.
- Фролов В. В. Философия Живой Этики и Центрально-Азиатская экспедиция Н. К. Рериха // 80 лет Центрально-Азиатской экспедиции Н. К. Рериха: материалы Междунар. науч.-обществ. конф. 2008. М., 2009. С. 97−106.
- Хачатрян А. С. Проблема женщины и семьи в философии Живой Этики: социально-философский аспект: автореф. дис. … канд. филос. наук / МГУ. — М., 1998. — 26 с.
- Хачатрян А. С. Воспитание и образование учащихся по методике учения Живой Этики. М., 1998. — 27 с.
- Хомелев Г. В. Живая этика: философское мировоззрение и система нравственных принципов Агни Йоги: текст лекций / Санкт-Петербург. ун-т экономики и финансов. Каф. философии. − СПб.: Изд-во СПб. ун-та экономики и финансов, 1994. − 108 с.: ил.
- Яншин А. Л., академик РАН. Живая Этика — мировая этическая система // Перед Восходом. 1996. № 5. С.2.

### Публикации критиков
- Кураев А.В., протодиакон, к.ф.н. Уроки сектоведения. — СПб.: Формика, 2002. — 448 с. — ISBN 5-7754-0039-9.
- Лункин Р. Н., Филатов С. Б. Рерихианство: синтетическое мировоззрение или новая религия? // Религия и общество: Очерки современной религиозной жизни России / Отв. ред. и сост. С. Б. Филатов. М.-СПб.: Кестонский институт; Летний сад, 2002. — С. 450—469.
- Лункин Р. Н. Рериховское движение // Современная религиозная жизнь России. Опыт систематического описания / Отв. ред. М. Бурдо, С. Б. Филатов. — М.: Кестонский Институт; Логос, 2003.
- Лункин Р. Н., Филатов С. Б. Рериховское движение в России: Восстановление связи времён // Вопросы философии. — 1999. — № 12. — С.63-73.
- Пандаев П.К. Мракобесие для простаков (Критический анализ двухтомника диакона А.Кураева "Сатанизм для интеллигенции");
- Мяло К. Звезда волхвов,  или Христос в Гималаях.
- Питанов В. Ю. Суд совести: агни-йога против христианства

### Организации и фонды
- Благотворительный фонд имени Елены Ивановны Рерих (Москва)

### Конференции
- Международная научно-общественная конференция «Космическое мировоззрение — новое мышление XXI века». (Материалы конференции) Международный Центр-Музей имени Н. К. Рериха, 2003 г.
- Конференция «Живая Этика и наука» (Материалы конференции) в Музее имени Н. К. Рериха на сайте Международного Центра Рерихов (недоступная ссылка) и на сайте «Музеи России» 7—10 октября 2007 г.

### Критические
- Двуреченская Н. Д., Двуреченский О. В. И. А. Ефремов и оккультизм // НКК «Красная Застава»